# Навал (навигация)
Нава́л — в российском морском праве: соприкосновение судов (кораблей) либо корабля и неподвижного предмета, являющееся следствием ошибок в расчётах движения или сознательного действия капитана корабля (судна).

В международном морском праве рассматривается как подвид столкновения. Отличается от столкновения тем, что повреждения в результате навала минимальны.

## Сознательный навал
Также возможен сознательный (спланированный) навал. 
Наиболее известен инцидент на Чёрном море в 1988 году, когда сторожевой корабль «Беззаветный» совершил навал на крейсер ВМС США «Йорктаун», а сторожевой корабль СКР-6 — на эсминец «Кэрон». Эти действия были одобрены вышестоящими командирами и руководством государства, так как американские корабли демонстративно нарушили 12-мильную экономическую зону Союза ССР; целью таких действий было выполнение приказа командования, не прибегая к силовому давлению.
В 2018 году российский пограничный корабль «Дон» совершил спланированный навал на украинский рейдовый буксир «Яны Капу» в ходе инцидента в Керченском проливе.